# Greene County (Mississippi)
Das Greene County ist ein County im US-Bundesstaat Mississippi. Das U.S. Census Bureau hat bei der Volkszählung 2020 eine Einwohnerzahl von 13.530 ermittelt.
Der Verwaltungssitz (County Seat) ist Leakesville.

## Geographie
Das County liegt fast im äußersten Süden von Mississippi, grenzt im Osten an Alabama und ist im Süden etwa 80 km vom Golf von Mexiko entfernt. Das Greene County hat eine Fläche von 1861 Quadratkilometern, wovon 15 Quadratkilometer Wasserfläche sind. Es grenzt an folgende Countys:
|              | Wayne County  | Washington County (Alabama) |
| Perry County |               |                             |
|              | George County | Mobile County (Alabama)     |

## Geschichte

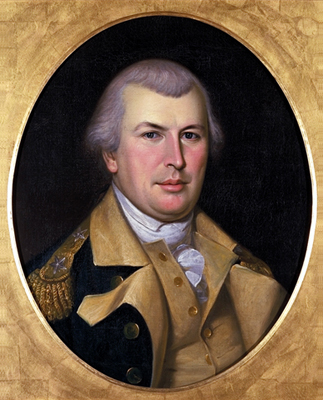
N. Greene

Das Greene County wurde am 9. Dezember 1811 aus Teilen des Amite County, Franklin County und Wayne County gebildet. Benannt wurde es nach Nathanael Greene (1742–1786), einem General im Amerikanischen Unabhängigkeitskrieg.
Zwei Orte im County sind im National Register of Historic Places eingetragen (Stand 1. Februar 2018).

## Demografische Daten

Alterspyramide des Greene Countys (Stand: 2000)

Nach der Volkszählung im Jahr 2000 lebten im Greene County 13.299 Menschen in 4148 Haushalten und 3152 Familien. Die Bevölkerungsdichte betrug 7 Personen pro Quadratkilometer. Ethnisch betrachtet setzte sich die Bevölkerung zusammen aus 72,79 Prozent Weißen, 26,18 Prozent Afroamerikanern, 0,23 Prozent amerikanischen Ureinwohnern, 0,07 Prozent Asiaten, 0,03 Prozent Bewohnern aus dem pazifischen Inselraum und 0,31 Prozent aus anderen ethnischen Gruppen; 0,38 Prozent stammten von zwei oder mehr Ethnien ab. 0,80 Prozent der Bevölkerung waren spanischer oder lateinamerikanischer Abstammung, die verschiedenen der genannten Gruppen angehörten.
Von den 4148 Haushalten hatten 37,2 Prozent Kinder unter 18 Jahren, die mit ihnen lebten. 61,2 Prozent waren verheiratete, zusammenlebende Paare, 11,9 Prozent waren allein erziehende Mütter und 24,0 Prozent waren keine Familien. 22,0 Prozent aller Haushalte waren Singlehaushalte und in 9,3 Prozent lebten Menschen im Alter von 65 Jahren oder darüber. Die durchschnittliche Haushaltsgröße lag bei 2,67 und die durchschnittliche Familiengröße bei 3,12 Personen.
24,1 Prozent der Bevölkerung war unter 18 Jahre alt, 13,1 Prozent zwischen 18 und 24, 32,1 Prozent zwischen 25 und 44, 20,6 Prozent zwischen 45 und 64 Jahre alt und 10,1 Prozent waren 65 Jahre oder älter. Das Durchschnittsalter betrug 32 Jahre. Auf 100 weibliche kamen statistisch 130,0 männliche Personen und auf 100 Frauen im Alter von 18 Jahren oder darüber kamen 141,0 Männer.

Das durchschnittliche Einkommen eines Haushaltes betrug 28.336 USD, das einer Familie 33.037 USD. Männer hatten ein durchschnittliches Einkommen von 30.189 USD, Frauen 17.935 USD. Das Prokopfeinkommen lag bei 11.868 USD. Etwa 16,5 Prozent der Familien und 19,6 Prozent der Bevölkerung lebten unterhalb der Armutsgrenze.

## Städte und Gemeinden
| - Avera - Leaf - Leakesville | - McLain - Neely - State Line1 |

1 – teilweise im Wayne County